# Sonata per violino e pianoforte (Debussy)
La Sonata per violino e pianoforte in Sol minore (Sonata n. 3) è una composizione scritta da Claude Debussy fra il 1916 e il 1917.

## Storia
Nell'estate del 1915, mentre si trovava a Pourville in Normandia in vacanza con la famiglia, Debussy terminò la partitura di En blanc et noir per due pianoforti e iniziò a comporre la Sonata per violoncello e pianoforte, la prima di quelle che avrebbero dovuto essere sei sonate per strumenti diversi; il compositore aveva pensato a questo progetto dopo che l'editore Durand gli aveva commissionato la revisione dell'edizione di alcune opere di Johann Sebastian Bach, tra cui sei sonate per violino e clavicembalo..
Dopo aver scritto la prima sonata, Debussy si dedicò alla seconda per flauto, viola e arpa. Rientrato a Parigi, dopo la prima esecuzione della Sonata per violoncello, si sottopose il 7 dicembre a un intervento chirurgico; la convalescenza si presentò lunga e dolorosa. A febbraio 1916 il musicista firmò un contratto con l'editore Durand per la terza sonata per violino e pianoforte, ma era molto debole e non ancora in grado di iniziare a lavorare. Dopo un soggiorno al mare, consigliato dai medici, nei pressi di Arcachon, Debussy, sentendosi meglio, riprese la Sonata per violino di cui aveva abbozzato già qualche idea. Scrisse i primi due movimenti, ma non riuscì a completare il Finale di cui si mostrava poco soddisfatto e lo mise da parte fino all'anno successivo.
Il musicista, ormai gravemente ammalato, si sentiva isolato non solo a causa del suo male, ma anche per la grave situazione bellica; quell'anno l'inverno di Parigi era durissimo e il combustibile era razionato, fatto che non giovò certo alle sue precarie condizioni. Nella primavera del 1917 riprese il Finale e lo terminò nel mese di aprile.
La composizione venne eseguita dallo stesso Debussy al pianoforte, con Gaston Poulet al violino, durante un concerto per beneficenza in favore del Foyer du soldat aveugle il 5 maggio 1917 alla Salle Gaveau di Parigi. Il concerto venne poi replicato il giorno 8 dicembre alla Société Nationale de Musique con Gaston e Marguerite Poulet. Debussy morirà il 25 marzo 1918.

## Analisi
La sonata è composta da tre movimenti:
1. Allegro vivo
2. Intermède. Fantasque et léger (Sol maggiore)
3. Finale. Très animé (Sol maggiore)

Scritta circa un anno prima della sua morte, la Sonata per violino è l'ultima composizione importante di Debussy. Nonostante i tempi difficili e tragici questo lavoro è ricco di espressioni di allegria e di movimento. "Per una contraddizione molto umana questa sonata è piena di un gioioso tumulto" scrisse Debussy all'amico Robert Godet.
Il primo movimento, Allegro vivo, non è caratterizzato da un tema particolare, ma propone un susseguirsi di variazioni della breve melodia suonata dal violino. Il secondo, Intermède. Fantasque et léger, presenta raffinati arabeschi della parte violinistica in perfetto equilibrio con il pianoforte che lo accompagna con effetti ritmici puntali. L'ultimo movimento, Finale. Très animé, è quello che creò più difficoltà al compositore. Egli ne scrisse due versioni, molto diverse, rimanendo indeciso fino all'ultimo su quale scegliere; alla fine prevalse l'idea di riprendere l'Allegro vivo iniziale e di variarlo. Introdusse anche un motivo a tempo di tarantella, soluzione che piacque molto a Durand. Il movimento, prendendo avvio dalle variazioni, si svolge quindi in modo virtuosistico con un impulso vivace e raffinato fino alla fine; il pezzo, breve e molto piacevole, è tuttavia estremamente difficile, tanto che Gaston Poulet alla prima lettura, tremò all'idea di suonarlo.